# The Last Song (2010)
The Last Song is een film met Miley Cyrus, Greg Kinnear en Liam Hemsworth die uitkwam in 2010 via Touchstone Pictures. De regie was in handen van Julie Anne Robinson. Het verhaal van de film werd geschreven door Nicholas Sparks, die tevens een boek schreef met dezelfde titel. Sparks voltooide het script in januari 2009, voordat het boek af was.

## Personages
| Acteur                  | Rol                                  | Opmerking |
| ----------------------- | ------------------------------------ | --------- |
| Miley Cyrus             | Veronica "Ronnie" Miller             | Hoofdrol  |
| Liam Hemsworth          | Will Blakelee                        | Hoofdrol  |
| Greg Kinnear            | Steve Miller                         | Hoofdrol  |
| Bobby Coleman           | Jonah Miller                         | Hoofdrol  |
| Hallock Beals           | Scott                                | Bijrol    |
| Kelly Preston           | Kim Miller                           | Bijrol    |
| Stephanie Leigh Schlund | Megan Blakelee (als Stephanie Leigh) | Bijrol    |
| Nick Searcy             | Tom Blakelee                         | Bijrol    |

## Ontstaansgeschiedenis
In een vergadering met Disney begonnen Jason Reed en Colette Bogeart te discussiëren over  Cyrus' carrièreplannen, ze wilde een film maken zoals A Walk to Remember, de film gebaseerd op  het gelijknamige boek van Nicholas Sparks (uitgegeven in 2002). United Talent Agency, dat zo wel Miley Cyrus en Nicholas Sparks vertegenwoordigt, contacteerde Sparks en vroeg hem een script te schrijven met Miley Cyrus in gedachte als hoofdrol. Het was de bedoeling dat Cyrus met deze filmrol voor Miley uit haar populaire Hannah Montana-personage zou breken om de actrice Miley Cyrus voor te stellen aan een volwassen publiek.
Sparks zei in een interview voor Variety Magazine dat Miley Cyrus en haar familie heel vertrouwd waren met zijn eerder werk. Dit speelde een rol in het ontwikkelen van het project. Eenmaal dat  Sparks goedkeuring had gekregen van Miley Cyrus, en haar familie, en de filmproducers, werden de rechten van de film opgekocht door Disney in september 2008.
Sparks zei tegen een groep mensen aan het Paramount Center for the Arts dat "Bij deze, schrijf ik eerst het script en daarna het boek. Dit is de eerste keer dat ik dat doe." Later vertelde hij aan Daily Variety, "Deze is manier van werken is gelijk aan de manier van werken voor mijn andere boeken die werden verfilmd. "
Tijdens het ontwikkelen van het verhaal werd de plot geheim gehouden. De titel stond bekend onder de naam "The untitled Miley Cyrus Project." Tijdens een chat sessie zei  Sparks dat hij de titels als laatste bedacht.

## Verhaal
Veronica "Ronnie" Miller (Miley Cyrus) is zeventien en een opstandige tiener sinds haar vader Steve Miller (Greg Kinnear) en haar moeder Kim (Kelly Preston) zijn gescheiden. Na de scheiding verhuisde haar vader naar Tybee Island en Ronnie, haar broer Jonah (Bobby Coleman) en haar moeder naar New York. Na drie jaar vindt haar moeder dat de kinderen de zomer moeten doorbrengen bij hun vader, omdat ze anders te veel zouden vervreemden. Bij Ronnie is dat eigenlijk al gebeurd, maar haar broer mist zijn vader nog enorm.
Eenmaal aangekomen bij hun vader keert Ronnie zich af van hem en Jonah gaat juist veel dingen met hem samen doen zoals bv. het maken van een glasraam voor de afgebrande kerk van Tybee Island. Per toeval ontmoet Ronnie Will Blakelee (Liam Hemsworth) (hij liep haar omver toen hij aan het volleyballen was). Ronnie doet heel kort tegen Will maar Will gaat toch verder met zijn versierpogingen.
Als Ronnie de omgeving observeert rond haar vaders huis ontdekt ze per toeval de eieren van een schildpad. Om deze te beschermen belde ze naar het plaatselijke aquarium, maar die konden pas de volgende dag komen, dus moest Ronnie 's nachts de eieren beschermen tegen de wasberen. De volgende ochtend schrikt ze als ze ziet dat Will door het aquarium is gestuurd om de eieren te beschermen (hij doet daar vrijwilligerswerk). Ronnie verwijt hem dat hij nu pas was gekomen en zegt dat hij maar eens 's nachts de wasberen moest weghouden van het schildpaddennest. Zo gezegd zo gedaan: de volgende avond vergezelt hij Ronnie als ze de eieren beschermt. Er bloeit toch iets tussen hen op en na een paar akkefietjes krijgen ze een relatie en wordt de band met haar vader sterker.
Op de avond dat de schildpadden naar de zee gaan trekken zakt de vader van Ronnie en Jonah in elkaar. Later in het ziekenhuis blijkt dat hij lijdt aan kanker (welke wordt niet vermeld, wel dat deze al is uitgezaaid tot zijn longen). Dit wist hij al lang, hij had aan de dokters gevraagd om zijn medicatie af te bouwen omdat hij in de zomervakantie écht bij zijn kinderen wilde zijn en niet onder invloed van medicatie. Na een tijdje mag haar vader het ziekenhuis verlaten.
Op een dag biechten Will en zijn vriend Scott (Hallock Beals) op dat zij verantwoordelijk zijn voor de brand in de kerk. Scott had de brand aangestoken, en Will wist hiervan af. Will heeft het zelf dus niet gedaan, maar aangezien hij ervan af wist werd Ronnie heel kwaad op hem, want zij had het gehoord, en het hele dorp dacht dat Steve de brand had aangestoken, daarom breekt Ronnie met Will. Toch wil  Steve niet dat ze naar de politie gaan met hun verhaal.
Na de breuk met Will spendeert Ronnie al haar tijd met haar vader. Ze ontdekt dat hij een lied voor haar aan het componeren was maar het niet kon afmaken omdat zijn handen te veel pijn deden. Hij vraagt dan dat Ronnie het lied afmaakt (voordat Ronnie haar ouders waren gescheiden speelde Ronnie piano op hoog niveau). Als zij het voor hem speelt sterft haar vader (vandaar de titel "The last Song"). Op de begrafenis van haar vader speelt ze dit lied en legt ze uit dat ze een slechte band had en dat het enige wat ze gemeen hadden hun liefde voor muziek was.
Na de begrafenis ontmoet Ronnie Will en vormen ze terug een koppel. De film eindigt met het beeld dat Ronnie de piano op haar aanhangwagen zet en ze vertrekt uit Tybee Island naar New York.

## Soundtrack

#### Nummers
| 1.                 | Tyrant                        | Andrew Brown, Zach Filkins, Ryan Tedder           | OneRepublic        | 5:04 |
| 2.                 | Bring on the Comets           | Craig Pfunder, Mark Palgy, Mark Guidry            | VHS Or Beta        | 4:02 |
| 3.                 | Setting Sun                   | Eskimo Joe                                        | Eskimo Joe         | 3:49 |
| 4.                 | When I Look at You            | John Shanks, Hillary Lindsey                      | Miley Cyrus        | 4:12 |
| 5.                 | Brooklyn Blurs                |                                                   | The Paper Raincoat | 4:15 |
| 6.                 | Can You Tell                  | Ra Ra Riot                                        | Ra Ra Riot         | 2:41 |
| 7.                 | Down the Line                 | José González                                     | José González      | 3:10 |
| 8.                 | Each Coming Night             | Sam Beam                                          | Iron & Wine        | 3:25 |
| 9.                 | I Hope You Find It            | Jeffrey Steele, Steven Robson                     | Miley Cyrus        | 3:55 |
| 10.                | She Will Be Loved             | Adam Levine, James Valentine                      | Maroon 5           | 4:16 |
| 11.                | New Morning                   |                                                   | Alpha Rev          | 3:44 |
| 12.                | Broke Down Hearted Wonderland | Edwin McCain, Pete Riley, Maia Sharp, Kevn Kinney | Edwin McCain       | 3:02 |
| 13.                | A Different Side of Me        |                                                   | Allstar Weekend    | 3:08 |
| 14.                | No Matter What                |                                                   | Valora             | 3:22 |
| 15.                | Heart of Stone                | Sune Rose Wagner                                  | The Raveonettes    | 3:55 |
| 16.                | Steve's Theme                 |                                                   | Aaron Zigman       | 3:18 |
| Totale duur: 59:25 |                               |                                                   |                    |      |